# Madagaskar op de Olympische Zomerspelen 2012
Madagaskar nam deel aan de Olympische Zomerspelen 2012 in Londen, Verenigd Koninkrijk.

## Deelnemers en resultaten
(m) = mannen, (v) = vrouwen

### Atletiek
| Olympiër            | Onderdeel       | Resultaat | Prestatie                  |
| ------------------- | --------------- | --------- | -------------------------- |
| Kame Ali            | 110m horden (m) | DSQ       | serie 3: gediskwalificeerd |
|                     |                 |           |                            |
| Eliane Saholinirina | 1500m (v)       | 41e       | serie 2: 12de in 4.19,46   |

### Gewichtheffen
| Olympiër                      | Onderdeel | Resultaat | Prestatie                                                  |
| ----------------------------- | --------- | --------- | ---------------------------------------------------------- |
| Harinelina N Rakotondramanana | -48kg (v) | 12e       | trekken: 12de met 55kg stoten: 12de met 80kg totaal: 135kg |

### Judo
| Olympiër          | Onderdeel | Resultaat | Prestatie                                            |
| ----------------- | --------- | --------- | ---------------------------------------------------- |
| Fetra Ratsimiziva | -81kg (m) | 17e       | 1ste ronde: vrij 2de ronde: V van ARG Lucenti: ippon |

### Worstelen
| Olympiër                    | Onderdeel             | Resultaat   | Prestatie                                         |
| Vrije stijl                 | Vrije stijl           | Vrije stijl | Vrije stijl                                       |
| --------------------------- | --------------------- | ----------- | ------------------------------------------------- |
| Josiane Patricia Soloniaina | -72kg vrije stijl (v) | 15e         | kwalificatie: vrij 1ste ronde: V van CMR Ali: 0-5 |

### Zwemmen
| Olympiër              | Onderdeel           | Resultaat | Prestatie                  |
| --------------------- | ------------------- | --------- | -------------------------- |
| Tsilavina Ramanantsoa | 200m schoolslag (m) | DSQ       | serie 1: gediskwalificeerd |
|                       |                     |           |                            |
| Aina Fils Rabetsara   | 100m vrije slag (v) | 43e       | serie 2: 5de in 1.02,39    |

Afghanistan · Albanië · Algerije · Amerikaanse Maagdeneilanden · Amerikaans-Samoa · Andorra · Angola · Antigua en Barbuda · Argentinië · Armenië · Aruba · Australië · Azerbeidzjan · Bahama's · Bahrein · Bangladesh · Barbados · België · Belize · Benin · Bermuda · Bhutan · Bolivia · Bosnië en Herzegovina · Botswana · Brazilië · Britse Maagdeneilanden · Brunei · Bulgarije · Burkina Faso · Burundi · Cambodja · Canada · Centraal-Afrikaanse Republiek · Chili · China · Chinees Taipei · Colombia · Comoren · Congo-Brazzaville · Congo-Kinshasa · Cookeilanden · Costa Rica · Cuba · Cyprus · Denemarken · Djibouti · Dominica · Dominicaanse Republiek · Duitsland · Ecuador · Egypte · El Salvador · Equatoriaal-Guinea · Eritrea · Estland · Ethiopië · Fiji · Filipijnen · Finland · Frankrijk · Gabon · Gambia · Georgië · Ghana · Grenada · Griekenland · Groot-Brittannië · Guam · Guatemala · Guinee · Guinee‑Bissau · Guyana · Haïti · Honduras · Hongarije · Hongkong · Ierland · IJsland · India · Indonesië · Irak · Iran · Israël · Italië · Ivoorkust · Jamaica · Japan · Jemen · Jordanië · Kaaimaneilanden · Kaapverdië · Kameroen · Kazachstan · Kenia · Kirgizië · Kiribati · Koeweit · Kroatië · Laos · Lesotho · Letland · Libanon · Liberia · Libië · Liechtenstein · Litouwen · Luxemburg · Macedonië · Madagaskar · Malawi · Maldiven · Maleisië · Mali · Malta · Marshalleilanden · Marokko · Mauritanië · Mauritius · Mexico · Micronesië · Moldavië · Monaco · Mongolië · Montenegro · Mozambique · Myanmar · Namibië · Nauru · Nederland · Nepal · Nicaragua · Nieuw-Zeeland · Niger · Nigeria · Noord-Korea · Noorwegen · Oeganda · Oekraïne · Oezbekistan · Oman · Oostenrijk · Oost-Timor · Pakistan · Palau · Palestina · Panama · Papoea-Nieuw-Guinea · Paraguay · Peru · Polen · Portugal · Puerto Rico · Qatar · Roemenië · Rusland · Rwanda · Saint Kitts en Nevis · Saint Lucia · Saint Vincent en Grenadines · Salomonseilanden · Samoa · San Marino · Sao Tomé en Principe · Saoedi-Arabië · Senegal · Servië · Seychellen · Sierra Leone · Singapore · Slovenië · Slowakije · Soedan · Somalië · Spanje · Sri Lanka · Suriname · Swaziland · Syrië · Tadzjikistan · Tanzania · Thailand · Togo · Tonga · Trinidad en Tobago · Tsjaad · Tsjechië · Tunesië · Turkije · Turkmenistan · Tuvalu · Uruguay · Vanuatu · Venezuela · Verenigde Arabische Emiraten · Verenigde Staten · Vietnam · Wit-Rusland · Zambia · Zimbabwe · Zuid-Afrika · Zuid-Korea · Zweden · Zwitserland · Onafhankelijke atleten